# Osby socken
Osby socken i Skåne ingick i Östra Göinge härad och området ingår sedan 1971 i Osby kommun och motsvarar från 2016 Osby distrikt.
Socknens areal är 176,40 kvadratkilometer varav 167,40 land (köpingens areal inräknad). År 2000 fanns här 1 241 invånare. Tätorten Osby med sockenkyrkan Osby kyrka ligger i socknen.

## Administrativ historik
Socknen har medeltida ursprung.  Under 1840-talet ingick även Simontorps by i socknen som två gånger brann ner, 1833 och 1846.
Vid kommunreformen 1862 övergick socknens ansvar för de kyrkliga frågorna till Osby församling och för de borgerliga frågorna bildades Osby landskommun. Ur landskommunen utbröts 1937 Osby köping. Landskommunen uppgick 1962 i Osby köping som 1971 ombildades till Osby kommun. Församlingen uppgick 2006 i Osby-Visseltofta församling.
1 januari 2016 inrättades distriktet Osby, med samma omfattning som församlingen hade 1999/2000.
Socknen har tillhört län, fögderier, tingslag och domsagor enligt vad som beskrivs i artikeln Östra Göinge härad. De indelta soldaterna tillhörde Norra skånska infanteriregementet, Livkompaniet och Skånska dragonregementet, Sanby skvadron, Sanby kompani, Östra Göinge skvadron, Östra Göinge kompani.

## Geografi
Osby socken ligger norr om Hässleholm kring Osbysjön och Helge å i söder. Socknen är en småkuperad mossrik skogsbygd. I sydväst ligger våtmarksområdet Åbuamossen.

## Fornlämningar
Från stenåldern finns boplatser. Från bronsåldern finns gravrösen. Ett fynd från bronsåldern har påträffats i en mosse vid Mörkhult med halsringar, armringar och nålar.

## Namnet
Namnet skrevs på tidigt 1200-tal Osby och kommer från kyrkbyn. Efterleden är by, 'gård; by'. Förleden innehåller os, 'åmynning' syftande på Driveåns utflöde i Osbysjön..